# رنگارنگی

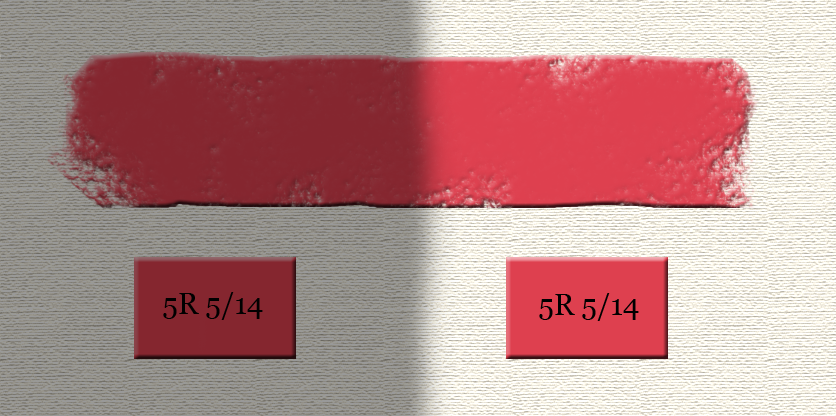
این نوار سرخ، روشن‌بودن و رنگارنگی بالاتری را در نور نسبت به سایه نشان می‌دهد، اما به نظر می‌رسد که در هر دو ناحیه دارای رنگ جسم یکسان، از جمله همان کرومای یکسان است. از آنجا که روشنایی متناسب با رنگارنگی افزایش می‌یابد، نوار نیز سیرشدگی (اشباع) مشابهی را در هر دو ناحیه نشان می‌دهد.

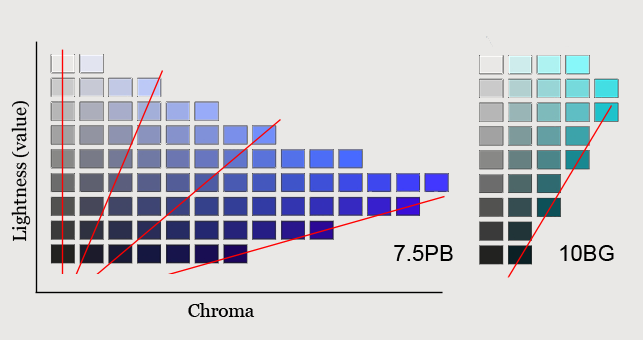
صفحه‌های رنگی 7.5PB و 10BG Munsell از رنگ‌های RGB که خطوط سیرشده (اشباع) یکنواخت (کرومای متناسب با روشنایی) را با رنگ قرمز نشان می‌دهند. توجه داشته باشید که خطوط اشباع یکنواخت از نزدیک نقطه سیاه واگرایی دارند، در حالی که خطوط رنگی یکنواخت عمودی هستند. همچنین توجه داشته باشید که در مقایسه با رنگ‌های 10BG، رنگ‌های 7.5PB به سیرشدگی (اشباع) بالاتر و همچنین کرومای رنگی بالاتری می‌رسند.

مقیاس سیرشدگی (اشباع) (۰٪ در سمت چپ، مربوط به سیاه و سفید).

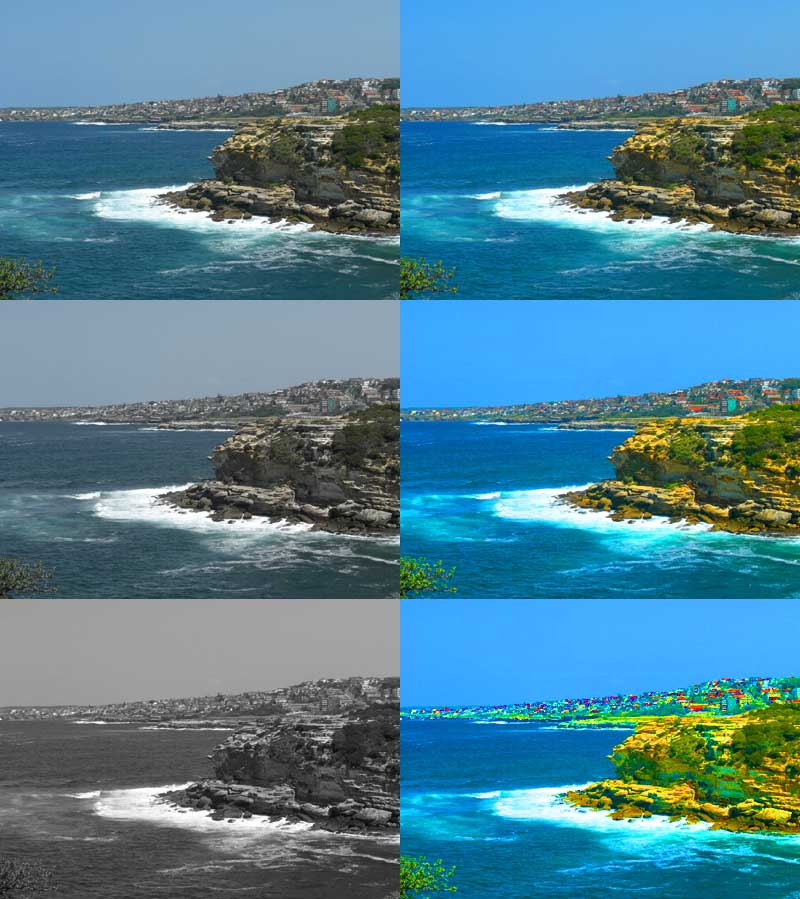
نمونه‌هایی از سیرشدگی (اشباع) بالا سمت چپ = تصویر اصلی

رنگارنگی (به انگلیسی: Colourfulness)، کرومای رنگ و سیرشدگی (اشباع)، ویژگی‌های رنگ درک‌شده مربوط به شدت رنگی هستند. همان‌طور که به‌طور رسمی توسط کمیسیون بین‌المللی نورتابی (CIE) تعریف شده است، آنها به ترتیب سه جنبه مختلف شدت رنگی را توصیف می‌کنند، اما اصطلاحات اغلب به صورت آزاد و به جای یکدیگر در زمینه‌هایی استفاده می‌شوند که این جنبه‌ها به وضوح متمایز نیستند. معانی دقیق اصطلاحات بر اساس کارکردهای دیگری که به آنها وابسته هستند، متفاوت است.
- رنگارنگی "ویژگی ادراک دیداری است که بر اساس آن رنگ درک‌شده از یک ناحیه کم و بیش رنگی به نظر می‌رسد.[نیازمند شفاف‌سازی] ".[۱] رنگارنگی برانگیخته‌شده توسط یک جسم نه تنها به بازتابی طیفی آن بستگی دارد، بلکه به شدت نور نیز بستگی دارد و با دومی افزایش می‌یابد مگر اینکه روشنایی بسیار زیاد باشد (اثر هانت).
- کرومای رنگ عبارت است از «رنگی بودن یک ناحیه که به عنوان نسبتی از روشنایی یک ناحیه نورانی مشابه که سفید یا به شدت انتقال‌دهنده به نظر می‌رسد ارزیابی می‌شود».[۲] در نتیجه، کروما عمدتاً فقط به ویژگی‌های طیفی وابسته است و به این ترتیب برای توصیف رنگ جسم دیده می‌شود.[۳] به نظر می‌رسد که چنین رنگی چقدر متفاوت از خاکستری با همان روشنایی است.[۴]
- سیرشدگی (اشباع) عبارت است از «رنگی بودن یک ناحیه که به نسبتِ روشنایی آن قضاوت می‌شود»،[۵] که در واقع درجهٔ درک‌شده از سفیدی نوری است که از آن ناحیه می‌آید. یک جسم با بازتاب طیفی معین، سیرشدگی تقریباً ثابتی را برای تمام سطوح روشنایی نشان می‌دهد، مگر اینکه روشنایی بسیار زیاد باشد.[۶]

## کرومای رنگ
تعریف ساده سیرشدگی، کارکرد پاسخ آن را مشخص نمی‌کند. در فضاهای رنگی CIE XYZ و RGB، سیرشدگی بر حسب ترکیب رنگ افزودنی تعریف می‌شود و این خاصیت را دارد که با هر پوسته‌پوسته شدن در مرکز سفید یا نقطه سفید روشن متناسب باشد. با این حال، هر دو فضای رنگی از نظر تفاوت‌های رنگی درک‌شده از نظر روانی غیرخطی هستند. همچنین ممکن است – و گاهی پسندیده است– تعریف کمیتی شبیه اشباع که بر حسب ادراک روانی دیداری خطی شده باشد.
کرومای رنگ در مختصات CIE LCh(ab) و CIE LCh(uv) این مزیت را دارد که از نظر روانی دیداری خطی‌تر است، اما از نظر ترکیب رنگ اجزای خطی مخلوط رنگ غیرخطی هستند. و بنابراین، کرومای رنگ در CIE 1976 Lab و فضاهای رنگی LUV بسیار متفاوت از حس سنتی «سیرشدگی» است.

## سیرشدگی (اشباع)
سیرشدگی یک رنگ با ترکیبی از شدت نور و میزان پراکندگی آن در طیف طول موج‌های مختلف تعیین می‌شود. خالص‌ترین (سیرترین رنگ) تنها با استفاده از یک طول موج با شدت بالا، مانند نور لیزر، به دست می‌آید. اگر شدت کاهش یابد، در نتیجه سیرشدگی آن کاهش می‌یابد. برای اشباع‌کردن رنگ با شدت معین در یک سیستم رنگ کاهشی (مانند آبرنگ)، می‌توان سفید، سیاه، خاکستری یا رنگ مکمل رنگ را افزود.
همبستگی‌های گوناگونی از سیرشدگی در زیر می‌آید.
- CIELUV و CIELAB
- CIECAM02
- HSL و HSV